# Pålidelighedsindeks
Pålidelighedsindeks er et forsøg på kvantitativt at vurdere pålideligheden af et system ved hjælp af en enkelt numerisk værdi.
Sættet af pålidelighedsindekser varierer afhængigt af ingeniørområdet, flere forskellige indeks kan bruges til at karakterisere et enkelt system. I det simple tilfælde af et objekt, der ikke kan bruges eller repareres, når det svigter, er et nyttigt indeks mean time to failure, der repræsenterer en forventning om objektets levetid. Et andet tværfagligt indeks er forced outage rate (FOR), en sandsynlighed for, at en bestemt type enhed er ude af drift. Pålidelighedsindeks anvendes i vid udstrækning i den moderne elektricitetsregulering.